# Царскосельское училище девиц духовного звания
Царскосельское училище девиц духовного звания — историческое здание в Пушкине. Построено в первой трети XIX века, перестроено в 1881—1883 гг. Выявленный объект культурного наследия (вместе со зданием служб). Расположено на Московской улице, дом 2/13, на углу с Дворцовой улицей.

## История
Училище для девушек духовного звания учреждено в Царском Селе в 1843 году. В нём воспитывались дочери священников и служителей церкви из Петербургской и соседних епархий. С 1848 года (по другим данным — с 1847) училище было размещено в двухэтажном доме, стоявшем на углу Московской и Кузминской улиц и выкупленном для него. (Ранее в этом доме размещался пансион Г. Оболенского). Дом Оболенского был расширен для нужд училища в 1847—1851 годах вдоль Московской улицы. В 1848 году при училище возведена домовая церковь Покрова Пресвятой Богородицы. В 1881—1883 гг. здание было надстроено третьим этажом и перестроено по проекту А. Ф. Видова. На территории возведены служебные здания. В северо-западном крыле оборудована новая церковь, освящённая 19 декабря 1883 г. В 1908 году училище стало семиклассным, в нём было 250 воспитанниц. Осенью 1914 года в училище был обустроен временный лазарет. В 1916—1917 годах планировалось преобразование училища в Духовно-педагогический институт, а также постройка Института экспериментальной хирургии на части территории, но оба проекта не были осуществлены. В 1918 году училище было ликвидировано, а в здании разместилась трудовая советская школа № 5, позднее 5-я школа-колония имени А. И. Герцена. Здание было серьёзно повреждено во время Великой Отечественной войны. После восстановления разместилась школа-интернат № 1. Сейчас здание занимает школа № 606 Пушкинского района.

## Архитектура
Существующая отделка здания относится к стилю эклектики с элементами ампира и неоренессанса. Сохранившийся балкон со стороны Дворцовой улицы соответствует центру первоначального фасада здания. Восьмигранная башенка над зданием первоначально предназначалась для колокольни.